# Rhipidomys gardneri
Rhipidomys gardneri là một loài động vật có vú trong họ Cricetidae, bộ Gặm nhấm. Loài này được Patton, da Silva, & Malcolm mô tả năm 2000.